# Valliant
Valliant é uma cidade  localizada no estado norte-americano de Oklahoma, no Condado de McCurtain.

## Demografia
Segundo o censo norte-americano de 2000, a sua população era de 771 habitantes.
Em 2006, foi estimada uma população de 754, um decréscimo de 17 (-2.2%).

## Geografia
De acordo com o United States Census Bureau tem uma área de
2,0 km², dos quais 2,0 km² cobertos por terra e 0,0 km² cobertos por água.

## Localidades na vizinhança
O diagrama seguinte representa as localidades num raio de 20 km ao redor de Valliant.